# Lista hrabstw w stanie Kalifornia

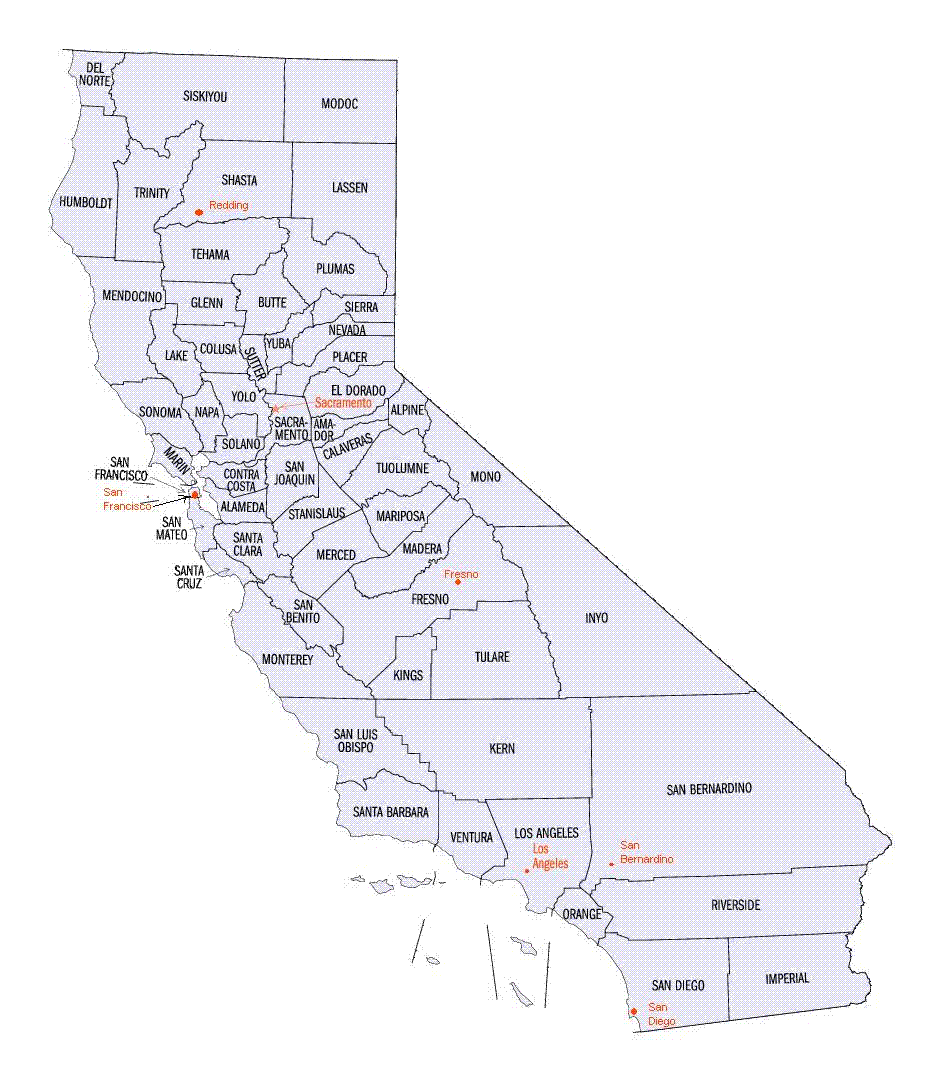
Hrabstwa w Kalifornii

Kalifornia na mapie USA

Amerykański stan Kalifornia podzielony jest na 58 hrabstw.
4 stycznia 1850 Komisja Konstytucyjna zaleciła utworzenie w Kalifornii 18 hrabstw. Ostatnim – 58., ustanowionym 7 sierpnia 1907 było hrabstwo Imperial.
Aktualną listę hrabstw przedstawia tabela:
| Kod FIPS | Hrabstwo        | Siedziba        | Ustanowione | Liczba ludności | Powierzchnia km² |
| -------- | --------------- | --------------- | ----------- | --------------- | ---------------- |
| 001      | Alameda         | Oakland         | 1853        | 1510271         | 1911             |
| 003      | Alpine          | Markleeville    | 1864        | 1175            | 1914             |
| 005      | Amador          | Jackson         | 1854        | 38091           | 1536             |
| 007      | Butte           | Oroville        | 1850        | 220000          | 4248             |
| 009      | Calaveras       | San Andreas     | 1850        | 45578           | 2642             |
| 011      | Colusa          | Colusa          | 1850        | 21419           | 2981             |
| 013      | Contra Costa    | Martinez        | 1850        | 1049025         | 1865             |
| 015      | Del Norte       | Crescent City   | 1857        | 28610           | 2611             |
| 017      | El Dorado       | Placerville     | 1850        | 181058          | 4434             |
| 019      | Fresno          | Fresno          | 1856        | 930450          | 15444            |
| 021      | Glenn           | Willows         | 1891        | 28122           | 3406             |
| 023      | Humboldt        | Eureka          | 1853        | 134623          | 9254             |
| 025      | Imperial        | El Centro       | 1907        | 174528          | 10813            |
| 027      | Inyo            | Independence    | 1866        | 18546           | 26397            |
| 029      | Kern            | Bakersfield     | 1866        | 839631          | 21088            |
| 031      | Kings           | Hanford         | 1893        | 152982          | 3600             |
| 033      | Lake            | Lakeport        | 1861        | 64665           | 3258             |
| 035      | Lassen          | Susanville      | 1864        | 34895           | 11805            |
| 037      | Los Angeles     | Los Angeles     | 1850        | 9818605         | 10515            |
| 039      | Madera          | Madera          | 1893        | 150865          | 5537             |
| 041      | Marin           | San Rafael      | 1850        | 252409          | 1347             |
| 043      | Mariposa        | Mariposa        | 1850        | 18251           | 3758             |
| 045      | Mendocino       | Ukiah           | 1850        | 87841           | 9088             |
| 047      | Merced          | Merced          | 1855        | 255793          | 4996             |
| 049      | Modoc           | Alturas         | 1874        | 9686            | 10215            |
| 051      | Mono            | Bridgeport      | 1861        | 14202           | 7884             |
| 053      | Monterey        | Salinas         | 1850        | 415057          | 8604             |
| 055      | Napa            | Napa            | 1850        | 136484          | 1953             |
| 057      | Nevada          | Nevada City     | 1851        | 98764           | 2481             |
| 059      | Orange          | Santa Ana       | 1889        | 3010232         | 2046             |
| 061      | Placer          | Auburn          | 1851        | 348432          | 3893             |
| 063      | Plumas          | Quincy          | 1854        | 20007           | 6615             |
| 065      | Riverside       | Riverside       | 1893        | 2189641         | 18669            |
| 067      | Sacramento      | Sacramento      | 1850        | 1418788         | 2502             |
| 069      | San Benito      | Hollister       | 1874        | 55269           | 3597             |
| 071      | San Bernardino  | San Bernardino  | 1853        | 2035210         | 51960            |
| 073      | San Diego       | San Diego       | 1850        | 3095313         | 10888            |
| 075      | San Francisco   | San Francisco   | 1850        | 805235          | 122              |
| 077      | San Joaquin     | Stockton        | 1850        | 685306          | 3623             |
| 079      | San Luis Obispo | San Luis Obispo | 1850        | 269637          | 8557             |
| 081      | San Mateo       | Redwood City    | 1856        | 718451          | 1163             |
| 083      | Santa Barbara   | Santa Barbara   | 1850        | 423895          | 7091             |
| 085      | Santa Clara     | San Jose        | 1850        | 1781642         | 3344             |
| 087      | Santa Cruz      | Santa Cruz      | 1850        | 262382          | 1155             |
| 089      | Shasta          | Redding         | 1850        | 177223          | 9806             |
| 091      | Sierra          | Downieville     | 1852        | 3240            | 2468             |
| 093      | Siskiyou        | Yreka           | 1852        | 44900           | 16283            |
| 095      | Solano          | Fairfield       | 1850        | 413344          | 2145             |
| 097      | Sonoma          | Santa Rosa      | 1850        | 483878          | 4082             |
| 099      | Stanislaus      | Modesto         | 1854        | 514453          | 3872             |
| 101      | Sutter          | Yuba City       | 1850        | 94737           | 1562             |
| 103      | Tehama          | Red Bluff       | 1856        | 63463           | 7643             |
| 105      | Trinity         | Weaverville     | 1850        | 13786           | 8234             |
| 107      | Tulare          | Visalia         | 1852        | 442179          | 12494            |
| 109      | Tuolumne        | Sonora          | 1850        | 55365           | 5791             |
| 111      | Ventura         | Ventura         | 1872        | 823318          | 4781             |
| 113      | Yolo            | Woodland        | 1850        | 200849          | 2621             |
| 115      | Yuba            | Marysville      | 1850        | 72155           | 1632             |